# Sense of Doubt
Sense of Doubt è un brano musicale strumentale composto e registrato dal cantautore britannico David Bowie e facente parte del suo album "Heroes" del 1977.
Si tratta del primo di tre brani esclusivamente strumentali presenti sulla seconda facciata dell'LP originale che sfociano l'uno nell'altro, precedendo Moss Garden e Neuköln.
Il pezzo venne pubblicato su singolo come B-side del 45 giri Beauty and the Beast nel gennaio 1978.

## Il brano
Indicato come "portentoso" e descritto un "accurato presentimento", Sense of Doubt è una delle tracce più "oscure" e tenebrose di "Heroes", con un motivo di quattro note discendenti al pianoforte giustapposto a "un'inquietante linea di sintetizzatore che sembra provenire dalla colonna sonora di un film muto del cinema espressionista tedesco". Brian Eno suggerì che le atmosfere contrastanti riscontrabili nel pezzo, furono il risultato della collaborazione tra lui e Bowie nel seguire le indicazioni della carte delle Strategie Oblique nell'eseguire le sovraincisioni finali alla traccia, con Eno intento a "rendere tutto il più simile possibile" e Bowie a "enfatizzare le differenze".

## Video

Screenshot tratto dal raro videoclip di Sense of Doubt (1977)

Nel 1977, per il brano fu approntato un videoclip girato da Stanley Dorfman. In esso Bowie si esibisce in una performance da mimo mentre la canzone suona sullo sfondo.

## Esecuzioni dal vivo
Un'esecuzione del pezzo della primavera '78, venne inclusa nell'album dal vivo Stage. Inoltre, Sense of Doubt fu eseguita da Bowie in Italia durante il programma televisivo L'altra domenica nel 1977.

## Riferimenti in altri media
Sense of Doubt è stata inclusa nella colonna sonora del film Christiane F. - Noi, i ragazzi dello zoo di Berlino del 1981.

## Cover
- Philip Glass – Symphony No. 4 Heroes (1996)
- Pivio – Lodging a Scary Low Hero (2017)